# Ізяславль (гаданий город)
«Ізяславль» — одне з двох городищ ХІІ—ХІІІ століть на берегах річки Гуски (басейн Гориня) на території села Городище Шепетівського району Хмельницької області, що було розкопане і пограбоване протягом 1957—1964 років радянським дослідником «матеріальної культури» Михайлом Каргером. Усі виявлені артефакти, у тому числі сімнадцять скарбів виробів із срібла, вивезені до Росії.
На підставі результатів розкопок Михайло Каргер заявив про відкриття літописного города «Ізяславля».

## Розкопки
Протягом 1957—1964 років пам'ятку археології, відому в літературі як «велике» південне городище в урочищі Вали з 1888 року (Самоквасов), розкопано Галицько-Волинською архітектурно-археологічною експедицією Ленінградського відділення Інституту історії матеріальної культури АН СРСР і Ленінградського державного університету під керівництвом лауреата Сталінської премії, відомого грабіжника києво-руської спадщини Михайла Каргера. Загальна площа розкопу становила 3,6 га.
Було встановлено, що городище, загальною площею 3,6 га всередині укріплень, оточене багаторівневою системою валів і ровів, характерною для городищ Болохівської землі виникло на місці ранішої пам'ятки вельбарської культури, що на пізньому етапі трансформувалася в поселення черняхівської культури. План індивідуальних знахідок не складався, відтак планувальна структура поселення залишилася не з'ясована.
Протягом 1971—1976 років переважна частина виявлених під час розкопок артефактів була передана до Державного Ермітажу в Ленінграді (нині — Санкт-Петербурзі). Предмети з городища в урочищі Вали нині становлять значну частину експозиції музею присвячену «давньоруській культурі».
Розташоване на відстані 2,5 км від «великого» «мале» північне городище в урочищі Високе, в літературі з 1901 року (Антонович), не розкопувалося, була проведена лише шурфовка.
Планова структура укріплень городища дозволяє віднести його до типу городищ багаторядно-концентричного планування, що мають половецьке коріння.
Обидва городища співіснували в один час і входили до єдиного оборонного комплексу.

## Гіпотеза Михайла Каргера
Вже через два роки від початку розкопок (1959) Михайло Каргер ототожнив пам'ятку археології з літописним городом «Ізяславлем», що на його думку був знищений взимку 1240—1241 років монгольським військом Бату-хана, яке рухалося на Захід після знищення Києва.
Інтерпретація згадки в літописі «Ізяславля» як населеного пункту згодом небезпідставно заперечена українським дослідником Євгеном Осадчим.